# Purismo vanguardista

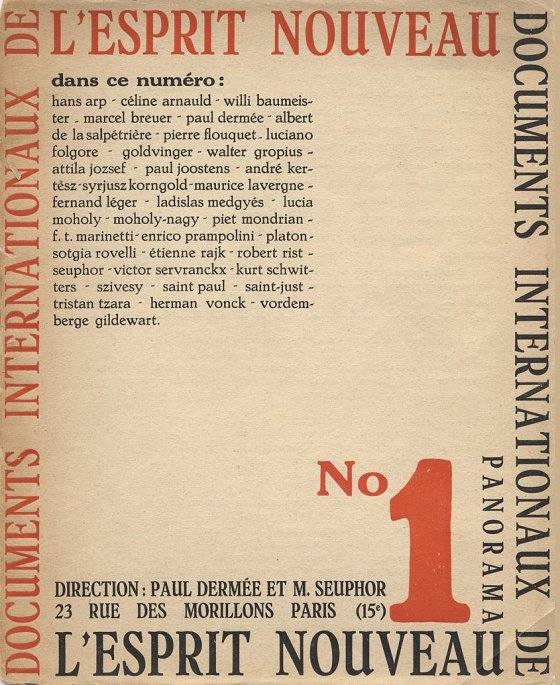
Portada del n.º 1 de L'Esprit Noveau (octubre de 1920), revista vinculada a Le Corbusier y Ozenfant.

Purismo es la denominación de un movimiento artístico francés de la época de las vanguardias históricas (la primera mitad del siglo XX). Abarcaba todas las posibles expresiones estéticas, desde la pintura hasta el urbanismo.
Entre 1918 y 1925, el pintor Amédée Ozenfant (1886-1966) y el pintor y arquitecto Charles Jeanneret, más conocido como Le Corbusier (1887-1965), desarrollaron en la Francia de la posguerra de la Primera Guerra Mundial un movimiento pictórico que plantean explícitamente como una superación del cubismo. Su manifiesto fundacional, de 1918, redactado por Paul Dermeé y Le Corbusier, se tituló Après le Cubisme ("Después del Cubismo"). El resto de la obra teórica se desarrolló en la revista L'Esprit nouveau ("El espíritu nuevo") y en el libro La peinture moderne (París, 1925, también corredactado por Le Corbusier y Ozenfant).
Este purismo vanguardista es un arte basado principalmente en el uso de las formas básicas, despojadas de elementos superfluos, que procura la armonía estética mediante el uso de la sección áurea. Existe en este movimiento una intención estética que, aunque se resuelve y plasma con expresiones muy diferentes, posee una afinidad con el futurismo, inspirada en las máquinas modernas consideradas como paradigma de belleza.
Su ideario estético se procuró plasmar en la realización del Pabellón del Espíritu Nuevo (París, 1925), actualmente reconstruido en Bolonia.
Entre otros artistas influidos por el purismo vanguardista francés se destaca el pintor checo Bedřich Feuerstein y el Eesti Kunstnikkute Ryhm ("Grupo de Artistas Estonios"), centrado en Tallin: Arnold Akberg, Mart Laarman, Henrik Olvi y Julian Raudsepp, que expresaron sus opiniones y teorías en la revista Uue Kunsti Raamat ("Libro del Arte Nuevo", 1928).